# Miguel del Cellero
Miguel del Cellero fue un alarife o maestro de obras de probable origen morisco, que trabajó en Aragón durante la segunda mitad del siglo xiv.
Su obra más conocida es la Parroquieta, en la Catedral del Salvador de Zaragoza. Fue encargada por el arzobispo Lope Fernández de Luna, todo en estilo mudéjar. Se trata de un espacio rectangular y estrecho que se inserta como una capilla cerrada e independiente dentro del edificio y que don Lope proyectó como su capilla funeraria. La construcción, iniciada ya en 1374, es un ejemplo único del trabajo de maestros aragoneses y alarifes sevillanos, que tapizaron el muro exterior con dibujos geométricos de ladrillos lisos y vidriados.